# Metatrichoniscoides celticus
Metatrichoniscoides celticus је животињска врста класе Crustacea која припада реду Isopoda и фамилији Trichoniscidae. 

## Угроженост
Ова врста се сматра рањивом у погледу угрожености врсте од изумирања.

## Распрострањење
Уједињено Краљевство је једино познато природно станиште врсте.

## Станиште
Станиште врсте су слатководна подручја.